# Lindenstraße (Bremen)

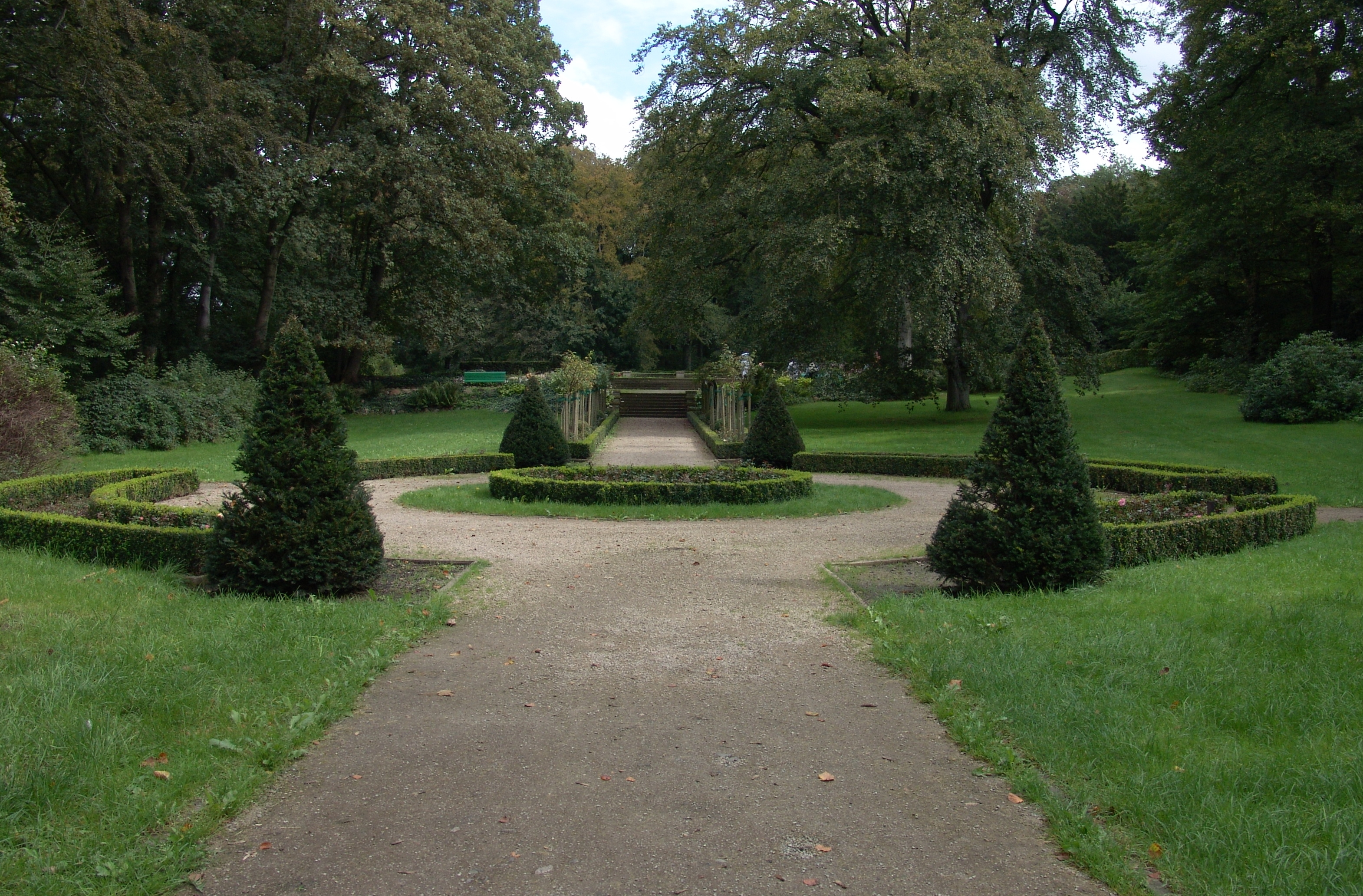
Wätjens Park

Die Lindenstraße ist eine Durchgangs- und Erschließungsstraße in Bremen, Stadtteil Vegesack, Ortsteil Fähr-Lobbendorf. Sie führt in Ost-West-Richtung von der Gerhard-Rohlfs-Straße / Fährgrund bis zur Landrat-Christians-Straße in Blumenthal.
Die Querstraßen und Anschlussstraßen wurden benannt u. a. als Gerhard-Rohlfs-Straße nach dem Afrikaforscher und Schriftsteller Gerhard Rohlfs (1831–1896), Fährgrund nach einer Flur, die in ein Tal zur Fähre führt, Schulkenstraße nach einem Familiennamen, Lemwerderstraße nach dem Ort, Fährer Flur nach einer Flurbezeichnung, Otto-Friese-Straße 1952 nach dem Gewerkschaftler, Politiker (SPD) und Naziverfolgten (1886–1947), Vereinsstraße nach den dortigen Vereinen, Alter Schulweg, Hohe Feld nach einer Flurbezeichnung, Fröbelstraße nach dem Pädagogen Friedrich Fröbel (1782–1852), Am Lobbendorfer Pohl nach dem flachen See (ndt. = Pohl), Am Werfttor vor der Werft Bremer Vulkan, Löhstraße nach einem Gehölz (ndt. = Lö oder Löh), An der Lobbendorfer Mühle nach der Mühle von 1891 bis 1937 (abgebrannt), unbenannter Weg, Kirchhofstraße nach der Lage am Friedhof, unbenannter Weg, Margaretenallee nach dem Vornamen der Mutter des Gärtners Schnirring und Landrat-Christians-Straße 1952 nach dem Pädagogen und Landrat Ludwig Christians (1875–1940); ansonsten siehe beim Link zu den Straßen.

## Geschichte

### Name
Die Lindenstraße wurde benannt nach den Linden (Tilia), einem Baum, der ein Alter von bis zu 1000 Jahren erreichen kann und eine Höhe von bis zu 40 Meter. Zuvor hieß die Straße Chaussee.

### Entwicklung
Fähr (früher Vehr bzw. Fehr) mit einer Weserfähre wurde seit dem 16. Jahrhundert besiedelt und hatte 1855 613 Einwohner. Lobbendorf wurde 1139 als Lobbenthorpe erwähnt. 1939 wurden beide Gemeinden an Bremen angeschlossen und 1946 zusammen ein Ortsteil von Vegesack.
Wätjens Landgut schuf ab 1830 der Reeder Diedrich Heinrich Wätjen. Sein Sohn erweiterte das Anwesen erheblich. 1900 wurde Wätjens Park für die Bevölkerung geöffnet und danach an den Bremer Vulkan verkauft, der Teilflächen industriell nutzte.
Seit 1876 entstand der Friedhof.
Im 20. Jahrhundert entwickelte sich der östliche Teil der Allee zu einer belebten Einkaufsstraße.

### Verkehr
Die Straße war die alte Chaussee nach Blumenthal.
Im Nahverkehr in Bremen durchfahren die Buslinien 91 und 92 (Gröpelingen ↔ Rönnebeck) und 94 (Marßel ↔ Bf Burg ↔ Schwanewede) die Straße.

## Gebäude und Anlagen
An der baumbestandenen Straße stehen überwiegend zwei- bis dreigeschossige Wohn- und Geschäftshäuser.
Erwähnenswerte Gebäude und Anlagen
- Fährgrund Nr. 16/18: Kombibad Bremen-Nord von 1963, ab 1989 nach Umbau Sport- und Freizeitbad Fritz-Piaskowski, später Freizeitbad Vegesack benannt, 2006 saniert.
- Nr. 1a: 6-gesch. neueres Bürohochhaus als Eckgebäude
- Nr. 1d bis 3: Zwei 3-gesch. neuere verklinkerte Wohn- und Geschäftshäuser mit Giebelelementen
- Nr. 6/8: 3-gesch. neuere Giebelhäuser als Geschäfts- und Bürohäuser
- Nr. 10/10a: 2-gesch. Wohn- und Geschäftshaus mit Mansarddach, wohl aus den 1920/30er Jahren mit der Rosenapotheke
- Fährer Flur Nr. 15: 2-gesch. Grundschule Fährer Flur
- Nr. 28: 2-gesch. Wohn- und Geschäftshaus von um 1900
- Nr. 32: 1-gesch. Wohn- und Geschäftshaus mit Mansarddach
- Nr. 38: 2-gesch. verklinkertes Wohn- und Geschäftshaus der 1900er Jahre
- Nr. 57: 1-gesch. Giebelhaus von um 1900
- Nr. 61: 2-gesch. verklinkertes Wohn- und Geschäftshaus von um 1900
- Nr. 69: 1-gesch. Wohn- und Geschäftshaus von 1892 mit verziertem 2-gesch. Giebelrisalit
- Nr. 71: 3-gesch. Wohn- und Bürohaus mit der Familienkasse Niedersachsen - Bremen sowie mit grünem Vorplatz
- Zwischen Fröbelstraße und Am Werfttor: Grünanlage
- Zwischen Nr. 91 bis 95: 1,7 ha großer evangelischer Friedhof Vegesack Lindenstraße (Kirchhofstraße 39) von 1876 mit den Gräbern von vielen Reedern, Schiffbauern, Kapitänen und Anderen, u. a. Johann Lange, Bernhard Schröder, Gerhard Rohlfs, Ernst Georg Baars, Oltmann Jaburg und Friedrich Rohr. Kapelle von 1930 nach Plänen von Ernst Becker-Sassenhof. Der Bildhauer Arnold Hermann Lossow schuf ein erhaltenes Grabmal für den Reeder Johann Lange aus weißem Marmor.
- Ab Nr. 104 südlich: Wätjens Park, auch Wätjens Landgut des Kaufmanns und Reeders Diedrich Heinrich Wätjen (1785–1858), der das Grundstück 1830 erwarb und einen ländlichen Sommersitz schuf und das Landhaus in klassizistischem Stil bauen ließ. Sein Sohn Christian Heinrich Wätjen erweiterte das Anwesen erheblich. 1900 wurde der Park für die Bevölkerung geöffnet und danach an den Bremer Vulkan verkauft, der Teilflächen industriell nutzte.
- Nr. 101: 2.gesch. Wohnhaus von um 1900
- Nr. 110: Bremer Außenstelle des Bundesamtes für Migration und Flüchtlinge (BAMF) seit 2016